# Eleonora Woodstock
Eleonora Woodstock (ur. 8 czerwca 1316 r. w Woodstock, zm. 22 kwietnia 1355 r. w Deventer) – królewna angielska, żona księcia Geldrii Renalda II.

## Życiorys
Eleonora była córką króla Anglii Edwarda II z dynastii Plantagenetów i Izabeli, córki króla Francji Filipa IV Pięknego. 22 maja 1332 r. poślubiła hrabiego Geldrii Renalda II. Eleonora i Renald doczekali się dwóch synów, Renalda III urodzonego w 1333 r. i Edwarda urodzonego w 1336 r. Po urodzeniu Edwarda Eleonora została odsunięta od dworu swego męża (ogłoszono, że jest chora na trąd). Gdy Renald II zmarł w 1343 r. ogłosiła, że nie jest chora na trąd i uzyskała skazanie swych oskarżycieli. Na krótko została też jednym z regentów rządzących w Geldrii w imieniu Renalda III. Była dobroczyńcą licznych klasztorów, szczególnie franciszkańskich. 
Podczas rozpoczętego w 1350 r. konfliktu między swymi synami miała poprzeć młodszego z nich.